# Фиджи на летних Олимпийских играх 1960
Фиджи принимали участие в Летних Олимпийских играх 1960 года в Риме (Италия) во второй раз за свою историю, но не завоевали ни одной медали. Страну представляли два легкоатлета, в составе делегации были президент Олимпийского комитета Фиджи Д. М. Н. Макфарлейн, генеральный секретарь Л. О. Симпсон, шеф Уильям Филип Рагг. Олимпийским атташе Фиджи на Играх был Дерек Карр Линтон Оксли.

## Лёгкая атлетика
Спортсменов — 2
Мужчины
| Спортсмен           | Вид           | Предварительный раунд | Предварительный раунд | Четвертьфинал | Четвертьфинал | Полуфинал | Полуфинал | Финал     | Финал     |
| Спортсмен           | Вид           | Результат             | Место                 | Результат     | Место         | Результат | Место     | Результат | Место     |
| ------------------- | ------------- | --------------------- | --------------------- | ------------- | ------------- | --------- | --------- | --------- | --------- |
| Ситивени Мосейдреке | 100 м         | 10,8                  | 3                     | 10,7          | 7             | Не прошёл | Не прошёл | Не прошёл | Не прошёл |
| Ситивени Мосейдреке | 200 м         | 21,8                  | 4                     | Не прошёл     | Не прошёл     | Не прошёл | Не прошёл | Не прошёл | Не прошёл |
| Месуламе Ракуро     | метание диска | 47,18                 | 32                    | Не прошёл     | Не прошёл     | Не прошёл | Не прошёл | Не прошёл | Не прошёл |